# Stepping Stone
«Stepping Stone» es el cuarto sencillo oficial de la cantante galesa Duffy de su álbum Rockferry. Fue lanzado oficialmente el 1 de septiembre de 2008 y cuenta con video musical. La canción, al igual que Mercy, es autobiográfica y trata el caso de una chica que no expresa sus sentimientos a la persona que quiere.

## Canciones
CD sencillo
| Pistas | Nombre           |
| ------ | ---------------- |
| 1      | "Stepping Stone" |
| 2      | "Frame Me"       |

CD Vinilo 7'' para Gran Bretaña
| Pistas | Nombre           |
| ------ | ---------------- |
| 1      | "Stepping Stone" |
| 2      | "Big Flame"      |

## Posicionamiento
| Listas (2008)          | Posiciones |
| ---------------------- | ---------- |
| Euro 200 Singles Chart | 91         |
| Greek Singles Chart    | 4          |
| Irish Singles Chart    | 41         |
| Latvian Airplay Top 50 | 50         |
| Polish Singles Chart   | 44         |
| Turkey Top 20 Chart    | 13         |
| UK Singles Chart       | 21         |
| UK Download Chart      | 28         |